# Carlos Borrello
José Carlos Borrello (Buenos Aires, 12 settembre 1955) è un allenatore di calcio argentino, CT della nazionale femminile argentina.